# 샬 슈워츨

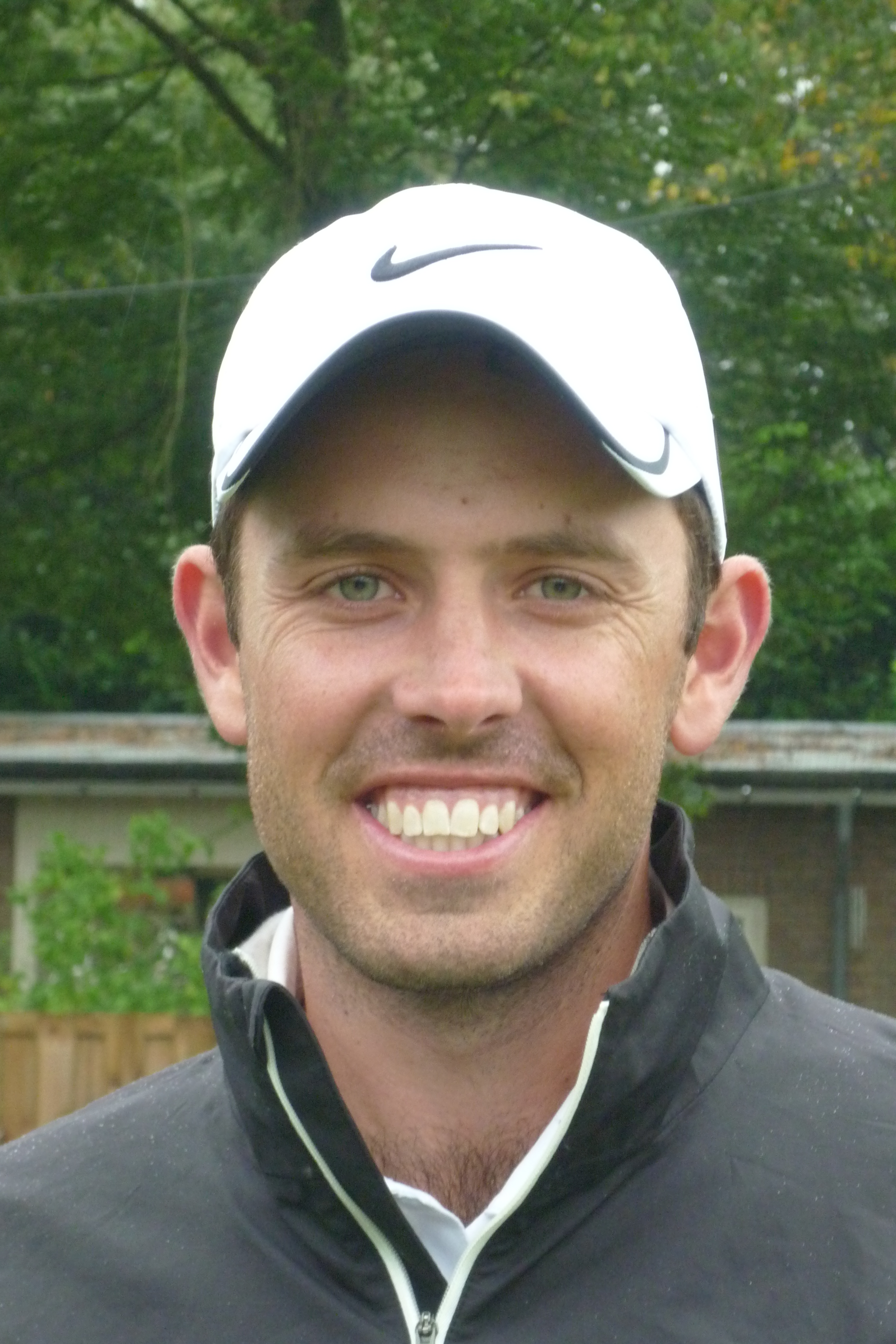
2010년의 슈워츨

샬 아드리안 슈워츨(Charl Adriaan Schwartzel, 1984년 8월 31일 ~ )은 남아프리카 공화국의 프로 골프 선수이다. 2011년 제75회 마스터스 토너먼트 우승자이다.